# 格里沙·普勒梅尔
格里沙·普勒梅尔（德語：Grischa Prömel，1995年1月9日—），德国男子足球运动员，司职中场。目前效力於德甲俱樂部霍芬海姆，他曾代表德国国奥队参加2016年夏季奥林匹克运动会足球比赛，获得一枚银牌。

## 榮譽

### 國家隊
德國
- 夏季奧林匹克運動會銀牌：2016

## 外部連結
- Soccerway資料庫：格里沙·普勒梅尔